# El Sargento
 (janvier 2024).
Si vous disposez d'ouvrages ou d'articles de référence ou si vous connaissez des sites web de qualité traitant du thème abordé ici, merci de compléter l'article en donnant les références utiles à sa vérifiabilité et en les liant à la section « Notes et références ».
Guillermo Rodríguez Martínez dit « El Sargento », né à Huaral (Pérou) le 11 juillet 1915, mort à Cuzco (Pérou) le 2 octobre 1951, est un matador péruvien.

## Présentation
Après son service militaire, Guillermo Rodríguez décida de se lancer dans le toreo. Il prit comme apodo celui de « El Sargento » (« Le Sergent »), grade qu'il avait atteint sous l'uniforme.
Il torée tout d'abord dans son pays natal, ainsi qu'en Équateur, Colombie et Venezuela, puis se rend en Espagne. Il prend l'alternative à Inca (Espagne, Îles Baléares) le 27 juillet 1947, avec comme parrain « Curro Caro » et comme témoin « Morenito de Valencia », face à des taureaux de la ganadería de Eloy et Alberto Victor y Marín. Il retourne ensuite au Pérou et y accomplit une belle carrière.
Le 24 septembre 1951, dans les arènes de Cuzco, il est blessé par son premier taureau de la ganadería de Mario Álvarez, subissant une fracture ouverte de la main droite. Correctement soignée, une telle blessure n'aurait eu que peu de conséquence. Mais la blessure s'infecta très vite, entraînant l'apparition du tétanos dont devait mourir le matador le 2 octobre suivant.